# کوکو پینیا
کوکو پینیا (انگلیسی: Queco Piña؛ زادهٔ ۱۹ ژوئیهٔ ۱۹۸۰) بازیکن فوتبال اهل اسپانیا است.
از باشگاه‌هایی که در آن بازی کرده‌است می‌توان به باشگاه فوتبال لگانس، باشگاه فوتبال سلتاویگو، و باشگاه فوتبال پومفرادینا اشاره کرد.